# Red Foam
Red Foam er en amerikansk stumfilm fra 1920 af Ralph Ince.

## Medvirkende
- Zena Keefe som Mrs. Andy Freeman
- Harry Tighe som Andy Freeman
- Huntley Gordon som Arnold Driscoll
- Danny Hayes
- Peggy Worth som Mrs. Murphy
- John Butler som Matt Murphy
- Nora Cecil